# 1-й Электрозаводский переулок
Пе́рвый Электрозаво́дский переу́лок — переулок в Восточном административном округе города Москвы на территории района Преображенское. Пролегает от Электрозаводской до Суворовской улицы. Проходит параллельно Большой Семёновской улице, Малой Семёновской улице, 2-му Электрозаводскому переулку и улице Титова (бывш. 3-му Электрозаводскому переулку).
Нумерация домов ведётся от Электрозаводской улицы.

## Происхождение названия
Современное название дано 19 июня 1929 года по расположению переулка: он выходит торцом к Московскому электроламповому заводу.

## История
Изначально — Яузский переулок, затем — Лаврентьевский переулок — название было дано по Лаврентьевской ул., вошедшей в 1929 году в состав Электрозаводской улицы. Одновременно и переулок был переименован в 1-й Электрозаводский.

## Здания и сооружения
Всего 4 дома: 3/2, 7, 2/4, 4.

## Транспорт

### Наземный транспорт
- Остановки «1-й Электрозаводский переулок»:

Автобусы т14, 86, 171.

### Железнодорожный транспорт
- Платформа Электрозаводская Казанского направления Московской железной дороги.

### Ближайшие станция метро
- Станции метро  Электрозаводская и  Электрозаводская — южнее улицы.